# Jinshanstadion
Het Jinshanstadion is een multifunctioneel voetbalstadion in Jinshan, provincie Shanghai, China. Het stadion wordt vooral voor voetbalwedstrijden van de thuisclub, Shanghai Shenxin, gebruikt. Het stadion werd op 28 augustus 2007 geopend en telt 30.000 plaatsen.